# La serva amorosa
La serva amorosa est une comédie en trois actes de Carlo Goldoni dont la première s'est déroulée au Théâtre Formagliari de Bologne en mai 1752. 
La pièce fait partie des comédies écrites par un engagement contractuel avec le capocomico (it) (homme d'affaires de théâtre) Girolamo Medebach.

## Intrigue
L'intrigante Beatrice épouse le vieil Ottavio, dans le but de mettre la patte sur sa fortune.  Elle a, de plus, éloigné Ottavio de son fils, le tendre et rêveur Florindo. 
C'est sans compter sur la servante de Florindo, Coraline. Celle-ci n'aura de cesse de voir Florindo réconcilié avec son père et restauré dans ses droits.

## Personnages
- Ottavio, marchand d’un âge avancé ;
- Beatrice, seconde femme d’Ottavio ;
- Florindo, fils d’Ottavio, né d’un premier lit ;
- Lelio, fils de Beatrice, issu d’un précédent mariage ;
- Rosaura, fille de Pantalone ;
- Pantalon des Nécessiteux, riche marchand vénitien ;
- Coraline, veuve, servante née et élevée dans la maison d’Ottavio.